# Голден-Хорсшу

Характерный конурбационный силуэт Голден-Хорсшу у берегов озера Онтарио

«Го́лден-Хо́рсшу» (англ. Golden Horseshoe, рус. Золотая подкова) — название самой густонаселённой агломерации Канады, расположенной на юге провинции Онтарио и окружающей в форме лошадиной подковы (откуда и название) северо-западное побережье озера Онтарио. Ядро подковы формирует город Торонто. Голден-Хорсшу — официальная область, границы которой определяются Статистической службой Канады и законом провинции Онтарио.
Голден-Хорсшу формирует более рыхлую агломерацию Большой Торонто и входит в состав обширной урбанизованной экономической зоны, получившей название Виндзорского коридора, в долине реки Св. Лаврентия.
В 2006 году население Голден-Хорсшу составило 8,1 млн чел., что составляет 25,6 % населения Канады и 75 % населения Онтарио. По прогнозам демографов, к 2030 году население данной конурбации увеличится до 11,5 млн, в основном за счёт иммиграции из стран Азии и Африки.